# Alpska kombinacija
Alpska kombinacija je disciplina alpskog skijanja koja predstavlja spoj tehničke i brze discipline, gdje se natjecatelji natječu u slalomu i spustu. 
Alpska kombinacija jedna je od 5 disciplina u Svjetskom skijaškom kupu. Sastoji se od jedne vožnje spusta i dvije vožnje slaloma. Obično se održava u dva natjecateljska dana s time da se prvi dan vozi spust, a drugi slalom. Samo oni skijaši i skijašice koji završe sve tri vožnje ostvaruju bodove u kombinaciji, i to prvih trideset. 
Poredak u kombinaciji kreira se tako da se zbroje vremena koja su ostvarili natjecatelji u svakoj od vožnji, a ne bodovi koje su osvojili pojedinačno u disciplinama. Iako u slalomu samo prvih 30 iz prve vožnje ima pravo voziti u drugoj vožnji, u slalomima koji se boduju za kombinaciju mogu drugu vožnju voziti i slabije rangirani natjecatelji ako su prijavljeni za kombinaciju.
Natjecatelji koji pobijede u alpskoj kombinaciiji smatraju se najsvestranijim skijašem, jer mora odlično vladati i tehničkim i brzim disciplinama.
Natjecanja u alpskoj kombinaciji se održavaju i na Zimskim Olimpijskim igarama, gdje se zbog odgoda pojedinih natjecanja i zgusnutih rasporeda često vozi pod-varijanta alpske kombinacije, koja se zove alpska super-kombinacija, a razlikuje se po tome što se vozi samo jedna vožnja slaloma. Takva "superkombinacija" vozi najčešće u Svjetskom kupu, a jedina prava kombinacija se održava samo u Kitzbühelu.